# Klepper (Mantel)

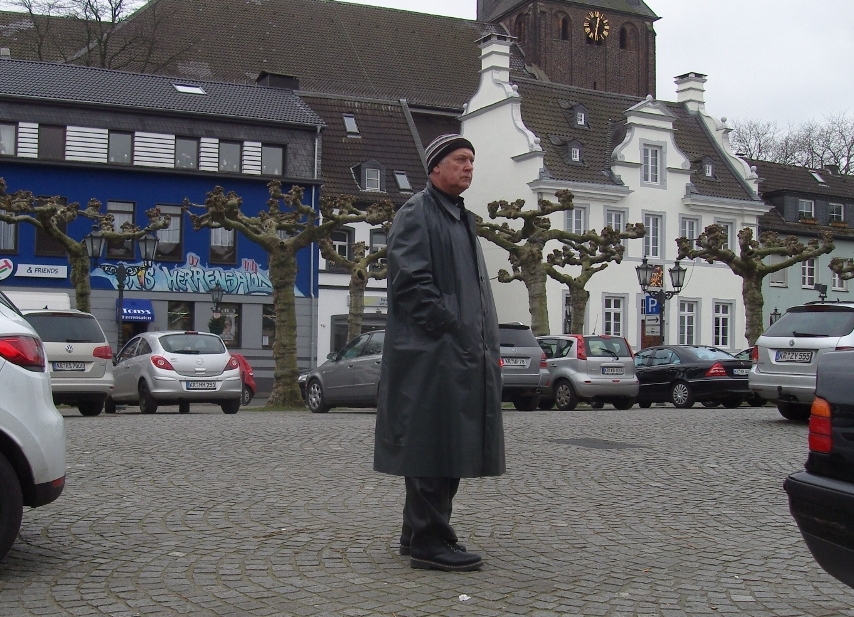
Mann in Kleppermantel (2015)

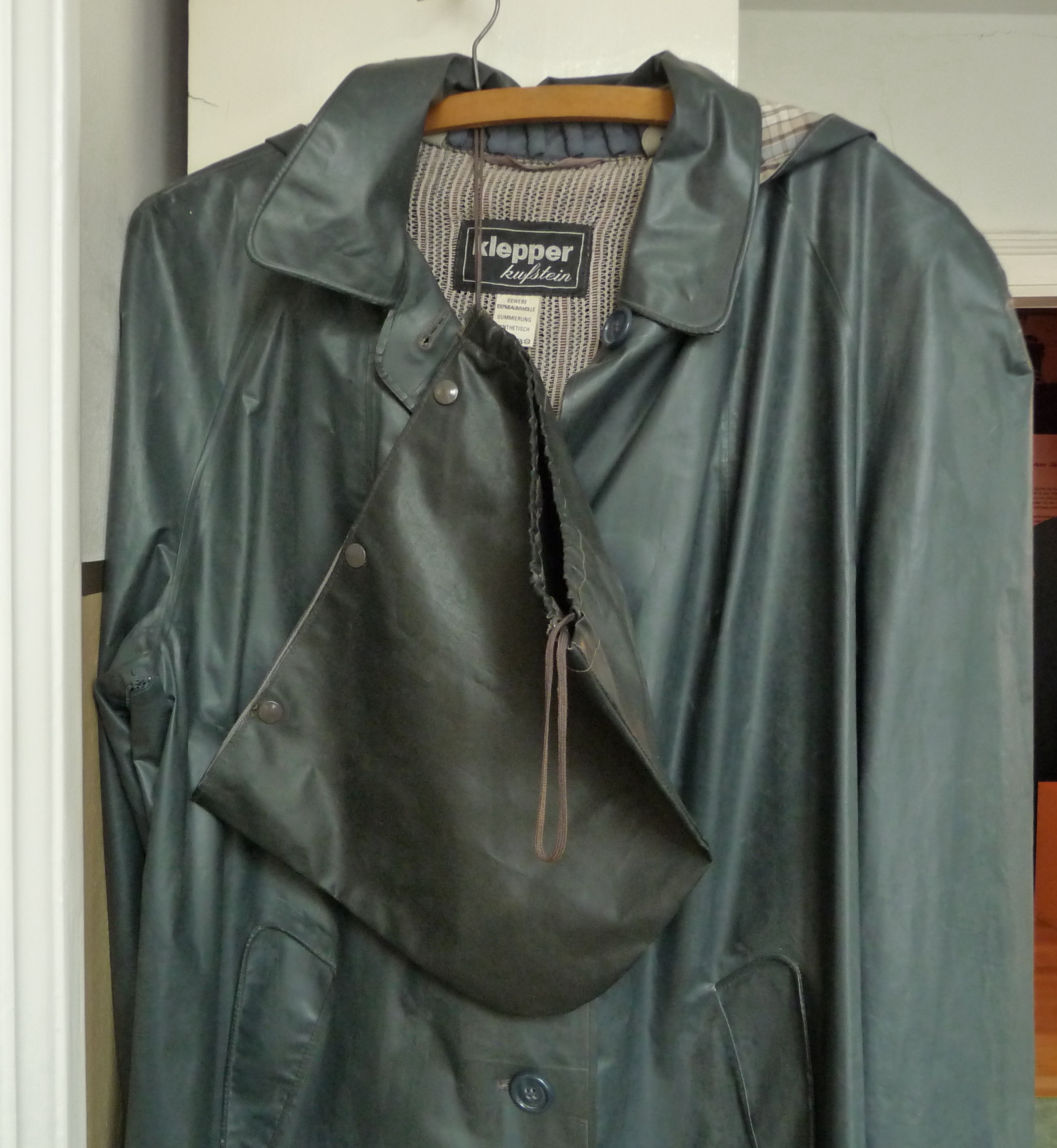
Kleppermantel im Städtischen Museum, Rosenheim

Der erste Kleppermantel entstand im Jahr 1920. Der Rosenheimer Schneidermeister Johann Klepper entwickelte einen absolut wasserdichten, gummibeschichteten Baumwollmantel. Ein besonderes Streichverfahren der Gummischicht sorgte für die Wasserundurchlässigkeit und garantierte zudem eine hohe Reiß- und Abriebfestigkeit. Dank seiner Konstruktion war der Mantel trotzdem luftdurchlässig. Mit seiner nur 780 Gramm wiegenden Erfindung schuf Johann Klepper ein federleichtes Kleidungsstück, das sich klein zusammengerollt gut transportieren ließ.
Der Mantel war lange erfolgreich, er wurde bis 1969 in verschiedenen Modellformen gefertigt. Dazu zählte die „Rillo-Lüftung“ ebenso wie das „Atmos-Futter“ – beide wurden 1949 patentiert. Auch das Material des Mantels wandelte sich im Laufe der Zeit. 1967 kam erstmals ein Spezialgewebe namens „Ridi-lac“ zum Einsatz. Seine doppelseitige Lackbeschichtung und eine Silikonimprägnierung sorgten für die wasserabweisende Oberfläche. Bis 1969 wurde der Kleppermantel als „Evergreen“ weiterentwickelt und variiert.
Zwischen 1979 und 1988 erfreute sich der wetterfeste Mantel erneut großer Beliebtheit. Eine Renaissance in limitierter Auflage erlebte außerdem das Modell mit „Rillo-Lüftung“ im Jahre 1997.
Der Kleppermantel wird in seiner Ursprungsform nicht mehr produziert. Die Marke Klepper ist seit 2003 ein Bestandteil des Mode-Unternehmens Walbusch.